# Conus alconnelli
Conus alconnelli é uma espécie de gastrópode do gênero Conus, pertencente à família Conidae.